# Mario López
Mario Lopez Jr. (San Diego, 10 de outubro de 1973) é um ator norte-americano, mais conhecido por seu trabalho na sitcom adolescente Saved by the Bell, da rede NBC. Para o mesmo canal, ele também atuou na adaptação da obra literária de Lois Duncan, O Terror Ronda a Escola (1997).
Em 2006, participou do programa Dancing With the Stars, na ABC. Já foi casado com a ex-Miss USA e hoje atriz Ali Landry.
No dia 28 de maio de 2007, Mario Lopez dividiu o comando da transmissão do concurso Miss Universo com a também atriz e ex-VJ da MTV, Vanessa Minnillo. Em janeiro daquele ano, ele já havia apresentado o concurso de Miss America, exibido nos EUA pelo canal de TV a cabo Country Music Television (CMT).
Assim como a socialite Khloé Kardashian, Mario López junto com a mesma, também apresentou o Reality Show, The X Factor - 2ª Temporada, em 2012 e novamente na 3ª Temporada em 2013.
Atualmente estrelou o especial televisivo ao vivo Grease: Live!, um tributo ao clássico Grease: Nos Tempos da Brilhantina, como o personagem Vince Fontaine. Também foi o apresentador do especial durante os intervalos.